# 岩手県立一関工業高等学校
岩手県立一関工業高等学校（いわてけんりつ いちのせきこうぎょうこうとうがっこう）は、岩手県一関市萩荘字釜ケ渕にある公立の工業高等学校。略称は関工（かんこう）。

## 沿革
- 1959年（昭和34年） - 一関市立一関工業高等学校として設置認可。電気科、電気通信科を開設[1]。
- 1964年（昭和39年） - 電気通信科を電子科に改称[1]。
- 1974年（昭和49年） - 設置者を岩手県へ移管し、岩手県立一関工業高等学校となる[1]。
- 1978年（昭和53年）
  - 3月1日 - 土木科棟を落成[2]。
  - 岩手県立一関第二高等学校より土木科を移設[1]。
- 1979年（昭和54年）3月1日 - 産振棟を落成[2]。
- 1984年（昭和59年）7月1日 - 管理教室棟（本校舎）を落成[2]。
- 1987年（昭和62年） - 電子機械科を開設[1]。
- 1988年（昭和63年）3月1日 - 管理教室棟を落成[2]。

## 設置学科
- 電気電子科
- 電子機械科
- 土木科

出典：

## 教育方針
目指す学校像は生徒が「18歳の自立」を達成できる学校
- 将来の生活設計が確立した就職
- 将来の目的意識が確立した進学

を達成できることを目標としている
教育は生徒の将来にわたっての幸せのためのあり、「知・徳・体」をバランスよく育み、将来、社会人として逞しく生きていくことができる総合的な人間力の育成を目的として以下の3本柱を掲げている。
- 【知】基礎学力と技術・技能・創造力の育成
- 【徳】豊かな人間性の育成
- 【体】健康な心身の育成

## 行事など
- 一年置きに関工祭（かんこうさい）がある。

2009年は本来行なわれない年であったが、50周年記念として企画された。しかし、新型インフルエンザによる2学年の学年閉鎖を受け中止となった。
2010年度より、毎年開催されることとなった。
- 毎年6月に体育大会がある。

関工祭が行なわれない年ではその分行なわれていたため、年2回だった。

## 部活動
- 運動部
  - 硬式野球、ソフトテニス、バレーボール、バスケットボール、陸上競技、ハンドボール、弓道、ラグビー、卓球、サッカー
- 文化部
  - アマチュア無線、写真、放送、工学研究、囲碁・将棋、情報技術研究、
- 同好会
  - 美術、生活文化、吟詠

### 弓道部
- 2002年度 インターハイ出場
- 2003年度 インターハイ出場
- 2006年度 インターハイ出場
- 2013年度 インターハイ出場
- 2014年度 インターハイ出場
- 2015年度 インターハイ出場

### 陸上競技部
- 2003年度 男子5000m競歩 インターハイ出場

### 吟詠同好会
- 2001年度 全国大会出場
- 2002年度 全国大会出場
- 2003年度 全国大会出場
- 2004年度 全国大会出場
- 2005年度 全国大会出場
- 2006年度 全国大会出場

### ソフトテニス部
- 2003年度 インターハイ出場

## 著名な出身者
- 高橋ジョージ - 歌手、タレント（電気科中退）
- 細川一輝 - プロバスケットボール選手